# Petrozavodszk
Petrozavodszk (oroszul: Петрозаводск, finn, karél és vepsze nyelven: Petroskoi) város Oroszországban, Karélia fővárosa. Az Onyega-tó partján 28 kilométerre nyúlik el.

## Történet
A város területén már 7000 évvel ezelőttről találtak emberi letelepedésre utaló leleteket. A középkorban több vízparti falu volt a területen. A mai Petrozavodszk Szolomennoje kerülete a 16. században tűnik fel településként a forrásokban, és e század végén Abraham Ortelius flamand térképész Onegaborgnak jelölte térképén a várost.  
1703. szeptember 11-én Mensikov herceg Petrovszkaja szloboda néven (a szloboda a korabeli települések egyik típusa, „szabad város”) új várost alapított ezen a helyen I. Péter orosz cár parancsára, aki egy új vasöntödét akart létrehozni itt ágyúk és horgonyok gyártására a balti-tengeri flotta számára a nagy északi háború (1700-1721) idején. A gyár neve eleinte Sujszkij zavod volt a közeli Suja folyóról, majd a cárról Petrovszkij zavodnak nevezték el. Innen származik a város mai neve.
1717-re a város lakossága mintegy 3400 főre nőtt és ezzel Karélia legnagyobb települése lett. Az erdőkben gazdag környéken minden épület fából készült. Épült egy gerenda-erőd, egy fedett piac, illetve kisebb paloták, a cár és Mensikov herceg számára. A város legismertebb épülete a Szent Péter és Pál-templom lett, amit 1772-ben újjáépítettek, 1789-ben pedig tataroztak, de megőrizte eredeti ikonosztázát, egészen 1924. októberéig, amikor a templomot tűzvész pusztította el.
Péter cár halála után a város elnéptelenedett, 1734-ben a gyár is bezárt, bár a környéken néhány külföldi gyáros rézfeldolgozó üzemeket működtetett.
Az ipar 1773-ban feléledt, amikor II. Katalin orosz cárnő új vasöntödét alapított a Loszoszinka folyó mentén. Az új gyár neve Alekszandrovszkij lett Alekszandr Nyevszkijről nevezték el, akit a régió védőszentjének tartottak. Az orosz-török háború szükségleteire gyártottak itt ágyúkat. 1787-96 között a gyárat korszerűsítették és fejlesztették Charles Gascoigne irányításával. A helyi történészek ebben a gyárban működtettek először a világon vasutat (чугунный колесопровод) 1788-ban, amikor belső célokra öntöttvas pályán kezdték mozgatni az árut.
Nagy Katalin 1777-es közigazgatási reformja során Petrovszkaja szloboda nevét hivatalosan is Petrozavodszkra változtatták és városi rangot kapott. Új városközpont épült neoklasszikus stílusban az újonnan kialakított „Kerek tér” körül. 1784-ben Petrozavodszk lett a körzet közigazgatási központja. 
1941 és 1944 között a szovjet-finn háború során a város finn uralom alá került, és ekkor az Äänislinna (vagy Ääneslinna) nevet kapta a hagyományos finn Petroskoi megnevezés helyett. Ez a névforma az Abraham Ortelius 16. századi térképén szereplő Onegaborg (Onyega-város) megnevezés finn megfelelője volt. 
A szovjet csapatok 1944. június 28-án szabadították fel a várost és az ott, illetve a környékén létrehozott finn koncentrációs táborokat. Az itt fogva tartott mintegy 25 ezer polgári rab közül addigra becslések szerint négyezren pusztultak el, túlnyomórészt alultápláltság miatt.

## Közigazgatási és városi rang
Petrozavodszk a köztársaság fővárosa és az Onyegamelléki járás székhelye, bár a járásnak nem része, mert önállóan is járási jogú város.

## Építészet
Petrozavodszk a többi észak-oroszországi város közül klasszicista építészetével tűnik ki. A legnevezetesebb látnivaló az 1775-ben épült Kerek tér (átépítve 1789-ben és 1839-ben), valamint az Alekszandr Nyevszkij-székesegyház (1823). További nevezetességek a nagy köztéri szobrok, Nagy Péter bronzból és gránitból készült szobra, Ippolit Monighetti alkotása 1873-ból, Gavrila Gyerzsavin szobra (18. századi orosz költő és olonyeci kormányzó), valamint Alekszandr Nyevszkij 2010-ben emelt szobra a róla elnevezett katedrális előtt.
A városnak látványos vízpartja van az Onyega-tó petrozavodszki öble mentén. Az 1994-ben felavatott modern rakpart karéliai márványból és gránitból épült, és a Petrozavodszk testvérvárosai által ajándékozott extravagáns posztmodern szobrokat állították fel rajta.

## Külvárosok
Petrozavodszk közelében, az Onyegamelléki járásban található Soksa falu, ahol piros és rózsaszín kvarcitot bányásznak. Ezt a kvarcitot felhasználták többek között a szentpétervári Izsák-székesegyház és a moszkvai Lenin-mauzóleum építésénél is.
A Martsijalnyije Vodij Oroszország legrégibb gyógyfürdője, amit 1714-ben építtetett I. Péter orosz cár. 
Petrozavodszk kikötőjéből a "KareliaFlot" vállalat szárnyashajói közlekednek Kizsi szigetére, a Világörökség egyik helyszínére.

## Lakossága
Lakosságának száma alapján a város 2015. január 1-jén a 72. helyen állt az Oroszországi Föderáció 1114 városa között.
- 2002-ben 266 160 lakosa volt, melynek 81,8%-a orosz, 5,1%-a karjalai, 2,8%-a finn, 2,7%-a fehérorosz, 2,3%-a ukrán, 1%-a vepsze.
- 2010-ben 261 987 lakosa volt, melynek 86,3%-a orosz, 4%-a karjalai, 2%-a fehérorosz, 1,8%-a finn, 1,7%-a ukrán, 0,8%-a vepsze.

## Közlekedés
A városban repülőtér működik. A murmanszki vasútnak is fontos állomása van itt. A város az egyik végpontja a kék út elnevezésű, az északi államokon át haladó nemzetközi turistaútnak.

## Híres emberek
- Itt született Tyimur Anatoljevics Gyibirov (1983–) orosz kézilabdázó
- Itt született Alekszej Anatoljevics Kozlov (1986–) orosz válogatott labdarúgó

## Fordítás
- Ez a szócikk részben vagy egészben  a   Petrozavodsk című angol Wikipédia-szócikk fordításán alapul.  Az eredeti cikk szerkesztőit annak laptörténete sorolja fel. Ez a jelzés csupán a megfogalmazás eredetét és a szerzői jogokat jelzi, nem szolgál a cikkben szereplő információk forrásmegjelöléseként.

1. ↑  26. Численность постоянного населения Российской Федерации по муниципальным образованиям на 1 января 2018 года. Orosz Szövetségi Állami Statisztikai Hivatal. (Hozzáférés: 2019. január 23.)